# Big Blue Ball
Albums de Peter Gabriel & Friends
Hit/Miss
(2003) Scratch My Back
(2010)
Big Blue Ball est un album studio composé de chansons de différents artistes, tels Peter Gabriel, Papa Wemba, Sinéad O'Connor ou encore Manu Katché, qui fut enregistré aux studios Real World pendant trois semaines, durant les étés 1991, 1992 et 1995.
On trouve, dans cet album, un mélange de chanteurs et musiciens occidentaux, africains et asiatiques. Gabriel participe également en chantant dans plusieurs chansons.

## Histoire
En production pendant plus de 18 ans, Big Blue Ball est un projet mettant en vedette des artistes du monde entier qui ont travaillé ensemble. D'après Gabriel, l'enregistrement initial fut terminé dans les années 1990, mais les bandes ayant été laissées en désordre, il a fallu un très long moment pour les rassembler et les sélectionner. Pour mettre au point le projet, Gabriel a fait appel au producteur Stephen Hague.

## Liste des chansons et des interprètes
1. Whole Thing (Original Mix) (Francis Bebey, Alex Faku, Tim Finn, Peter Gabriel, Karl Wallinger, Andy White)
2. Habibe (Natacha Atlas, Hossam Ramzy, Neil Sparkes)
3. Shadow (Juan Manuel Cañizares, Papa Wemba)
4. Altus Silva [2] (Joseph Arthur, Ronan Browne, Deep Forest, James McNally, Iarla Ó Lionáird, Vernon Reid)
5. Exit Through You (Joseph Arthur, Peter Gabriel, Karl Wallinger)
6. Everything Comes From You (Richard Evans, Joji Hirota, Sevara Nazarkhan, Sinéad O’Connor, Guo Yue)
7. Burn You Up, Burn You Down (Billy Cobham, Peter Gabriel, The Holmes Brothers, Wendy Melvoin, Arona N'Diaye, Jah Wobble)
8. Forest (Levon Minassian, Arona N'Diaye, Vernon Reid, Hukwe Zawose)
9. Rivers (Vernon Reid, Márta Sebestyén, Karl Wallinger)
10. Jijy (Arona N'Diaye, Rossy, Jah Wobble)
11. Big Blue Ball (Peter Gabriel, Manu Katché, Karl Wallinger)